# Rakke (gemeente)
Rakke (Estisch: Rakke vald) was een gemeente in de Estische provincie Lääne-Virumaa. De gemeente telde 1606 inwoners op 1 januari 2017 en had een oppervlakte van 224,7 km².
De gemeente bestond uit dertig dorpen en één wat grotere nederzetting met de status van alevik (vlek): de hoofdplaats Rakke.
In oktober 2017 werd Rakke bij de buurgemeente Väike-Maarja gevoegd. De gemeente vocht de beslissing aan bij het Estische Hooggerechtshof (Riigikohus), maar kreeg geen gelijk.

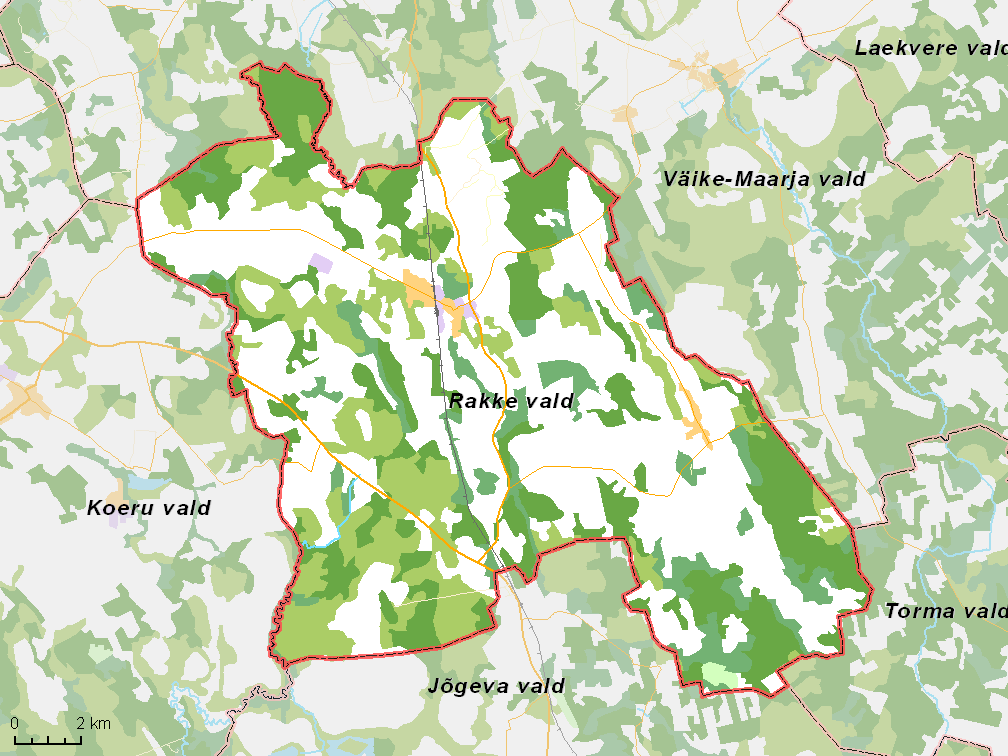
De vroegere gemeente met omliggende gemeenten